# Associazione Calcio Femminile Alaska Gelati Lecce 1981
Questa voce raccoglie le informazioni riguardanti l'Associazione Calcio Femminile Alaska Gelati Lecce nelle competizioni ufficiali della stagione 1981.

## Rosa
Rosa aggiornata alla fine della stagione.
| N. |                   | Ruolo | Calciatrice        |
| -- | ----------------- | ----- | ------------------ |
|    | Italia (bandiera) | D     | Maria Barba        |
|    | Italia (bandiera) | C     | Elena Boselli      |
|    | Italia (bandiera) | C     | Viviana Bontacchio |
|    | Italia (bandiera) | C     | Rosalba Canzi      |
|    | Italia (bandiera) | C     | Ivana Clerici      |
|    | Italia (bandiera) | A     | Patrizia Fortunato |
|    | Italia (bandiera) |       | Lucia Greco        |
|    | Italia (bandiera) | C     | Maria Mariotti     |

| N. |                      | Ruolo | Calciatrice         |
| -- | -------------------- | ----- | ------------------- |
|    | Italia (bandiera)    | A     | Anna Maria Mega     |
|    | Danimarca (bandiera) | D     | Lone Nilsson        |
|    | Italia (bandiera)    | A     | Annarita Pegoraro   |
|    | Italia (bandiera)    | A     | Maria Grazia Quarti |
|    | Scozia (bandiera)    | A     | Rose Reilly (c)     |
|    | Italia (bandiera)    | P     | Daniela Sogliani    |
|    | Italia (bandiera)    | D     | Anna Stopar         |
|    | Italia (bandiera)    | C     | Rosa Toma           |